# Гамильтон, Хью Дуглас
Хью Дуглас Гамильтон (англ. Hugh Douglas Hamilton; ок. 1740, Дублин — 10 февраля 1808, там же) — англо-ирландский художник-портретист. 

## Биография
Гамильтон родился в Дублине в доме на Кроу-стрит и был сыном парикмахера в первоначальном смысле этого слова (то есть, изготовителя париков). О его ранней жизни известно мало. Он обучался живописи в Дублине у двух не слишком известных местных художников, Роберта Уэста и Джеймса Мэннина, и рано сосредоточился на пастельных портретах, изысканном жанре, модном и востребованном в то время, и способным приносить стабильный доход. В этот период ему стала покровительствовать семья богатых дублинских банкиров Ла Туш.
В 1764 году молодой художник переезжает в Лондон. Здесь его ожидает шумный успех: уже в том же году он выполнил небольшой портрет королевы  Шарлотты. Следом последовали многочисленные заказы от представителей британской аристократии и других обеспеченных лиц. Стоимость одного миниатюрного портрета работы Гамильтона составляла около шести гиней. Художник  имел славу модного живописца, получал множество заказов, работал быстро, и портреты за его авторством широко расходились по всей Европе. К другим жанрам живописи он обращался сравнительно редко.
С 1770-х годов Гамильтон, стремясь добиться ещё более мягких цветов пастели, стал добавлять в пастельные краски мел и создавать портреты в технике «fresco».
В 1779 году он отправился в Рим, где прожил 12 лет, иногда посещая также и Флоренцию. Здесь он начал создавать портреты молодых английских аристократов, осматривавших «Вечный город» в рамках гранд-тура, причём теперь это были не пастельные миниатюры, а большие портреты маслом.
В 1791 году художник вернулся в Дублин, где прожил последние 15 лет своей жизни.

## Галерея

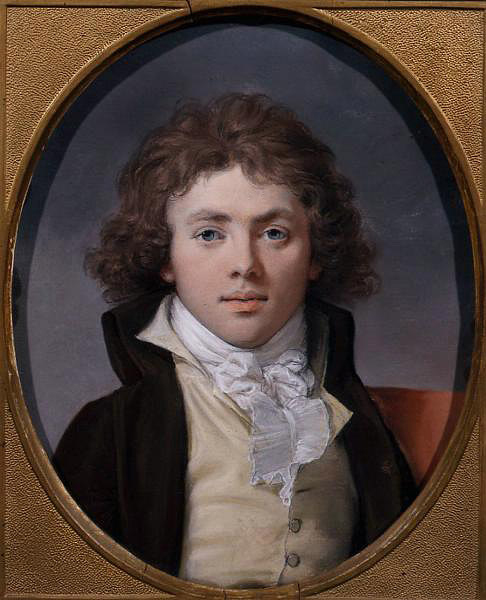
Князь Борис Владимирович Голицын. 1791, ГМИИ им. Пушкина, Москва.
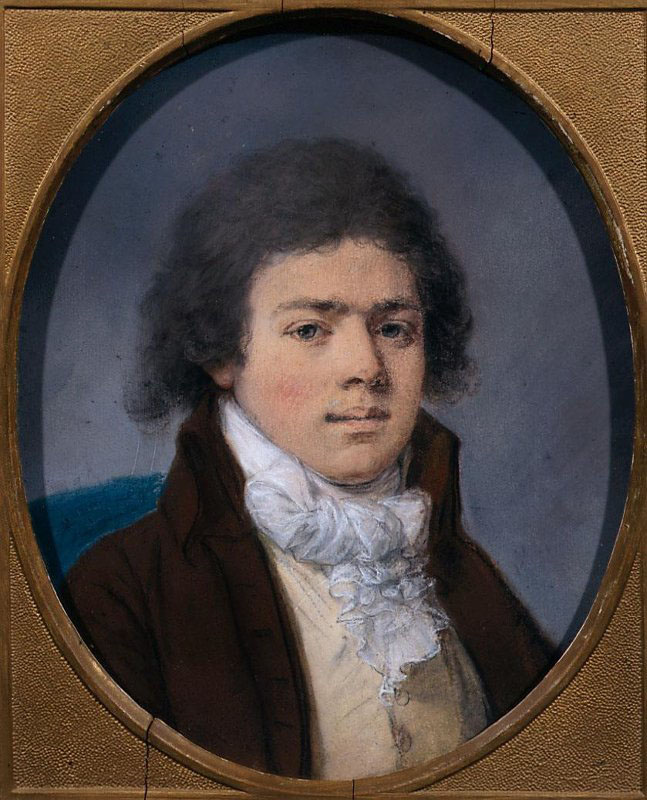
Князь Дмитрий Владимирович Голицын. 1791, ГМИИ им. Пушкина, Москва. Обе миниатюры поступили из коллекции усадьбы Большие Вязёмы.
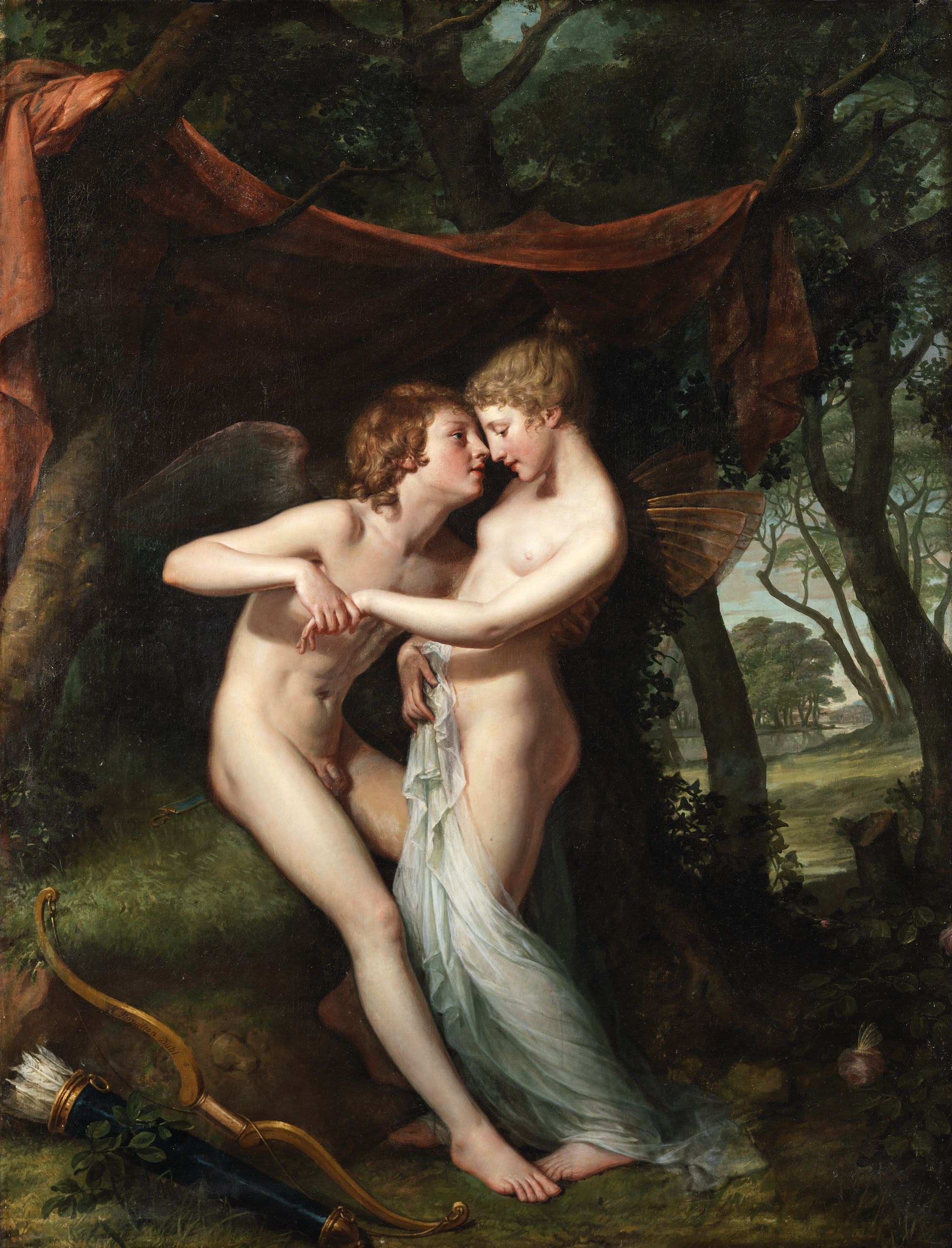
Купидон и Психея. Начало 1790-х годов, Национальная галерея Ирландии.
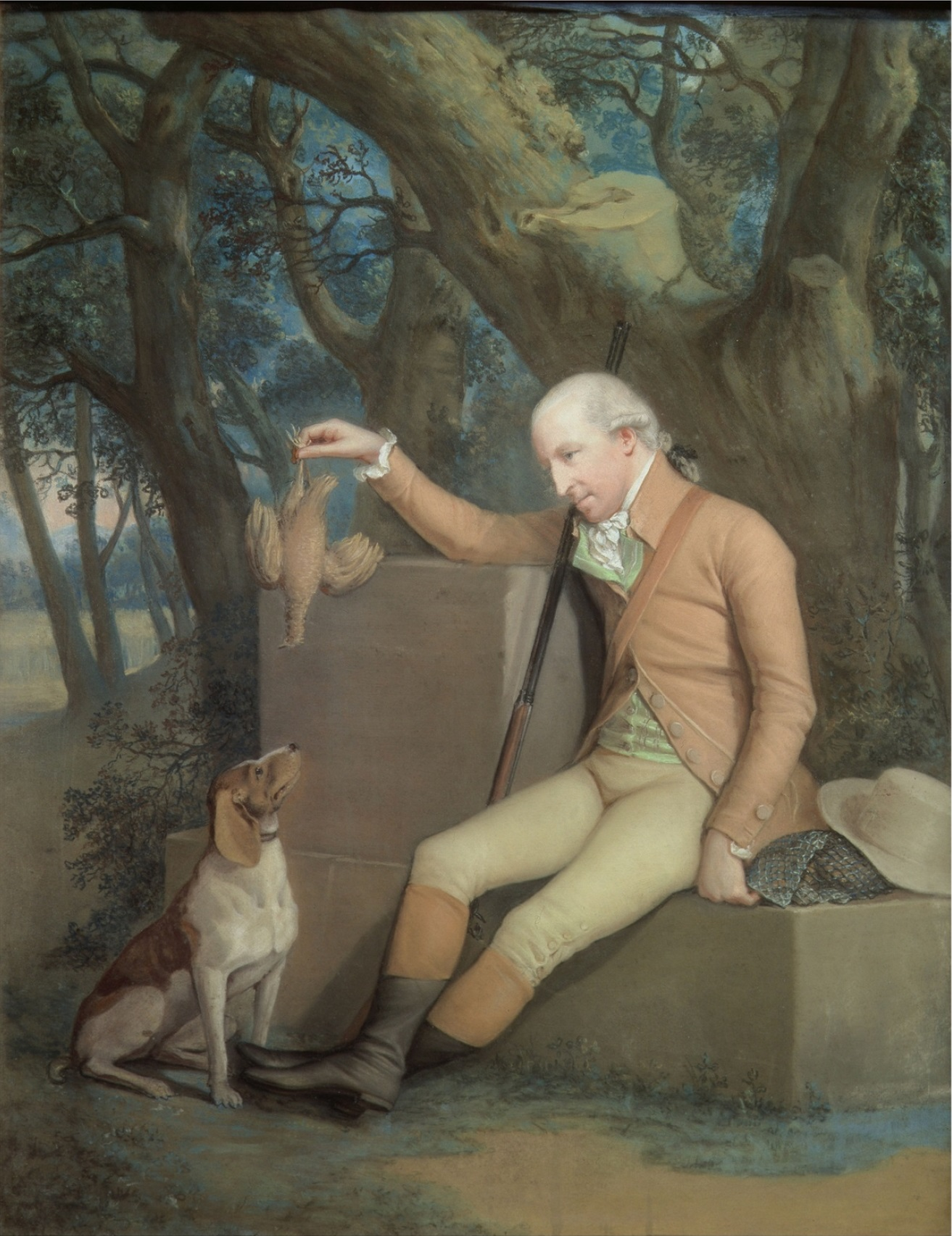
Портрет баронета Горацио Манна с его собакой. Около 1785.
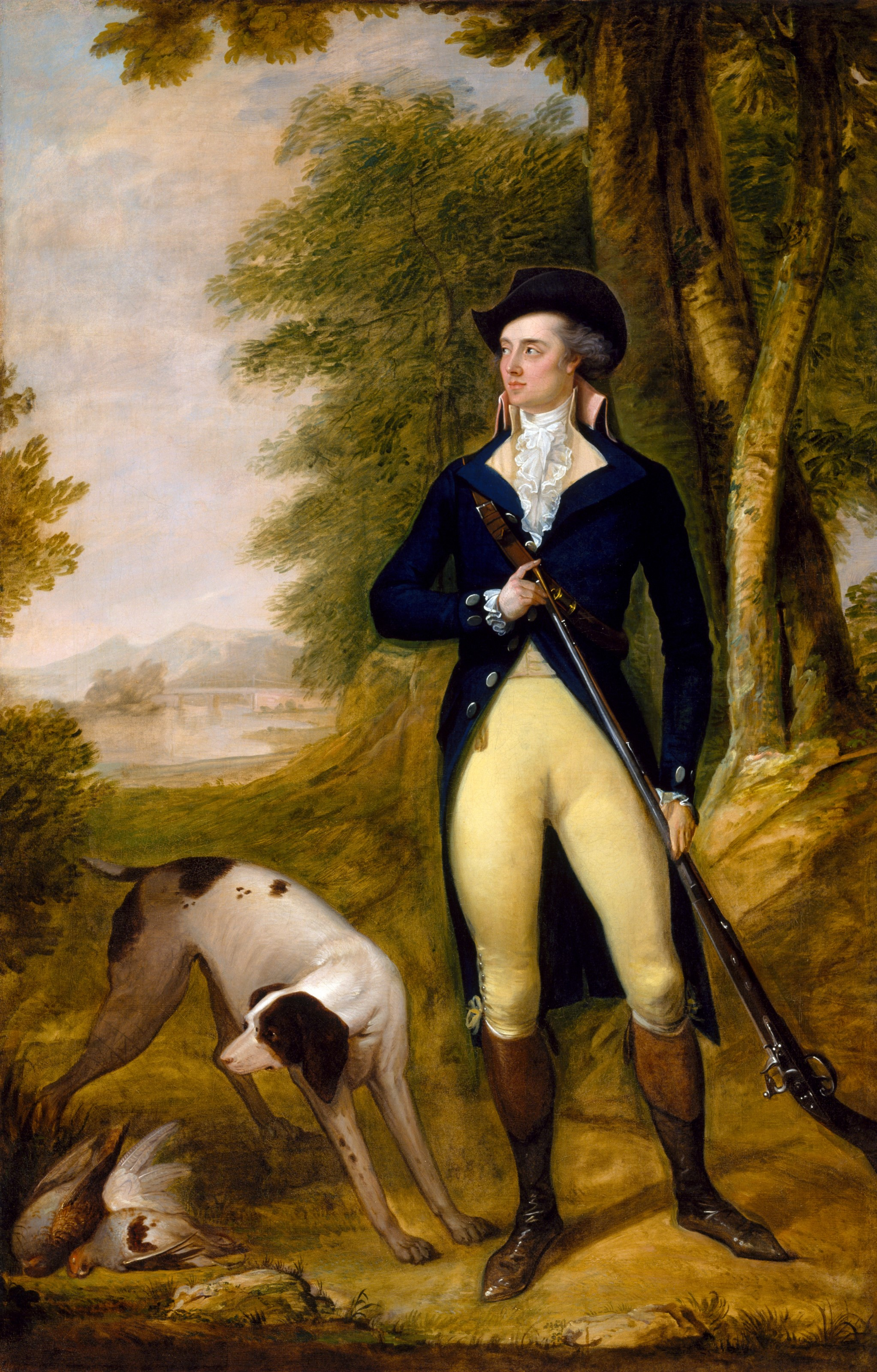
Портрет неизвестного джентльмена на охоте. Музей изящных искусств (Хьюстон), Техас.
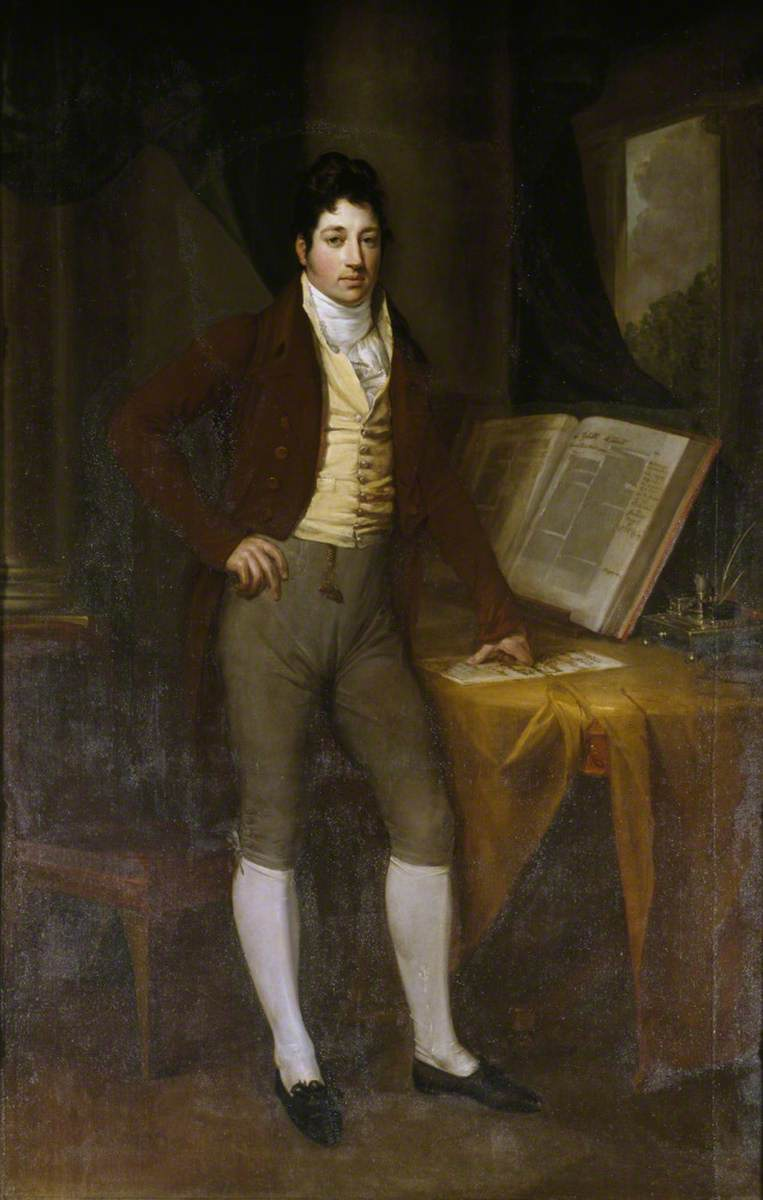
Портрет графа Белмора.
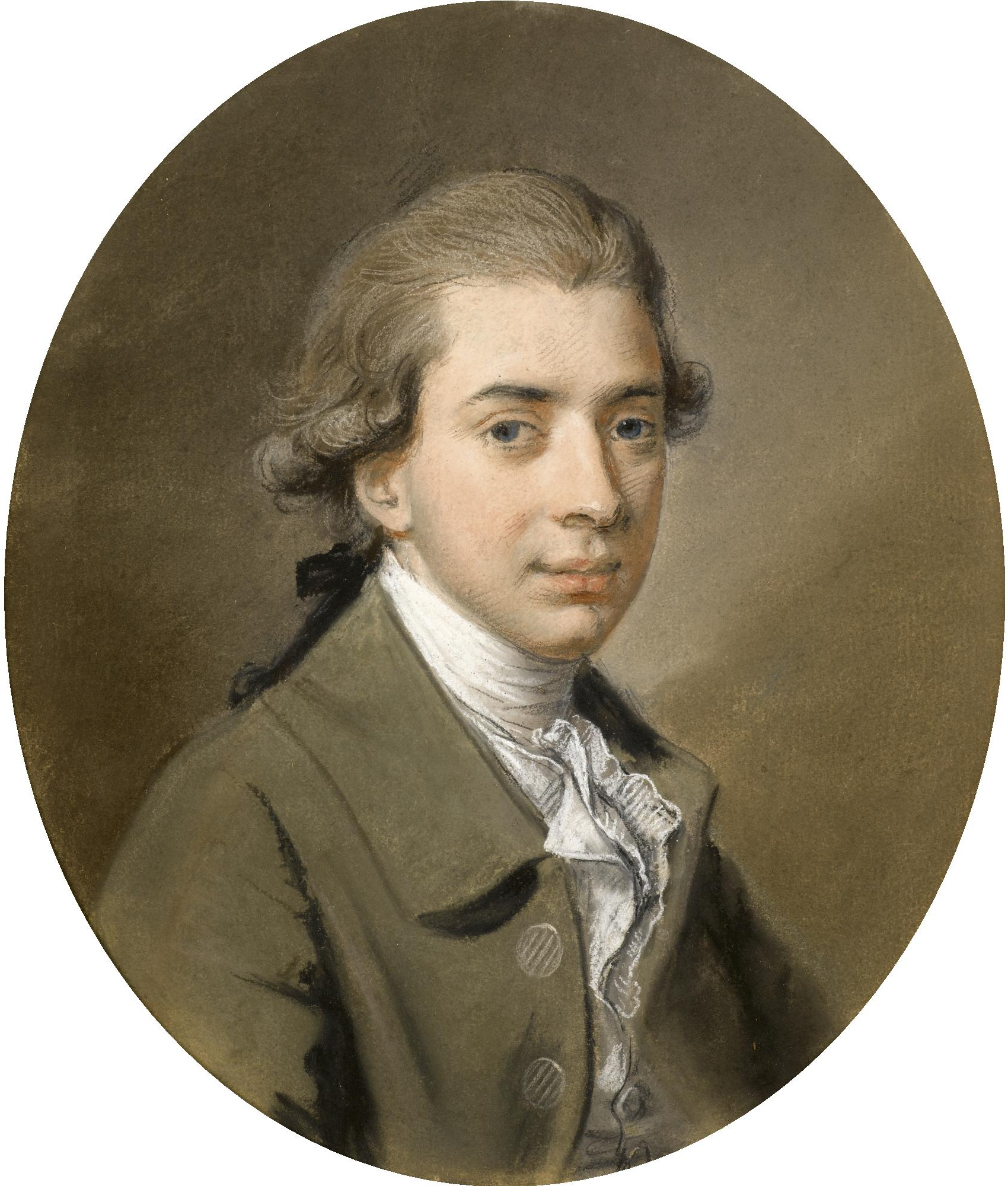
Портрет молодого джентльмена.
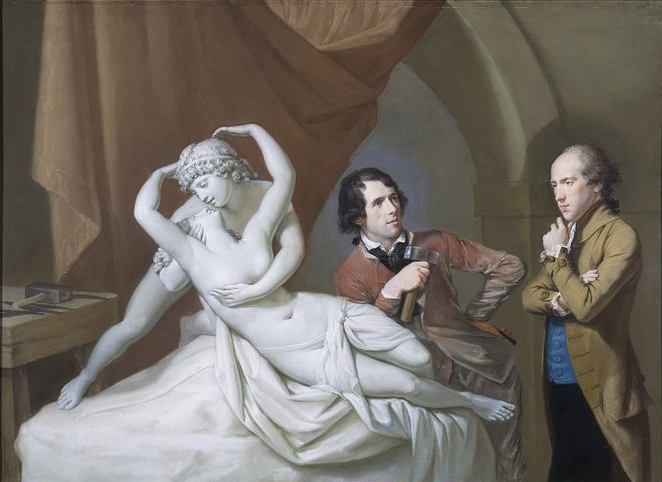
Скульптор Антонио Канова и художник Генри Трешам в студии Кановы в Риме.